# Birdhouse
Birdhouse, numită inițial și Birdhouse Projects, este o companie americană fabricantă de skateboarduri, fondată de skateboarderii profesioniști Tony Hawk și Per Welinder în 1992.
Birdhouse confecționează deck-uri și roți pentru skateboarduri, dar și haine și accesorii.

## Istorie
După ce popularitatea skateboardurilor din anii 1980 a scăzut, Per Welinder a vrut să rămână implicat în skateboarding prin crearea unei companii. La început, Welinder i-a propus lui Lance Mountain să fie partenerul său. Mountain a refuzat, deoarece el își dorea o companie pe care să o dețină pe deplin; ulterior el a fondat The Firm Skateboards (între timp desființată).